# زينب الصغير
زينب الصغير (مواليد 25 سبتمبر 2002) هي لاعبة مصارعة حرة تونسية، شاركت في وزن 72 كج في الألعاب الأولمبية الصيفية 2020.

## وصلات خارجية
- زينب الصغير على موقع قاعدة بيانات المصارعة الدولية (الإنجليزية)
- زينب الصغير على موقع أوليمبيديا (الإنجليزية)